# Алтофонте
Алтофо̀нте (на италиански: Altofonte; на сицилиански: Parcu, Парку) е град и община в Южна Италия, провинция Палермо, автономен регион и остров Сицилия. Разположен е на 390 m надморска височина. Населението на общината е 10 266 души (към 2011 г.).